# Martine Aubry
Martine Aubry (døbt Martine Delors; født 8. august 1950 i 17. arrondissement i Paris) er en fransk politiker. I sin tid som minister for arbejde, sociale forhold og solidaritet (1997-2000) blev Aubry kendt for at have gennemført 35-timers arbejdsugen i Frankrig og for at have indført løn under sygdom. Hun har været borgmester i Lille siden marts 2001 og formand for Lille-områdets metropolfællesskab (Lille Métropole Communauté urbaine) siden den 18. april 2008.
Efter afstemning den 21. november og en kontroloptælling den 25. november 2008, foretaget af det franske Parti Socialistes nationalråd, blev Aubry valgt som førstesekretær for socialistpartiet med 50,04 % af stemmerne mod Ségolène Royals 49,96 %.

## Livsforløb
Aubry er datter af Marie Lephaille og Jacques Delors, der var finansminister under Mitterrand 1981-1985 og derefter formand for Europa-Kommissionen 1985-1995.
Efter at have gået i privatskole og på gymnasium (Lycée Paul-Valéry i Paris), gennemførte Martine Aubry sin administrative uddannelse først med diplom fra Institut d'études politiques de Paris i 1972 og senere som dimitteret fra École nationale d'administration i 1975. I mellemtiden (1974) var hun blevet medlem af socialistpartiet. Derefter blev hun ansat ved ministeriet for arbejde og sociale forhold. I den samme periode arbejdede hun for den faglige organisation Confédération française démocratique du travail (CFDT), og hun blev underviser ved École nationale d'administration i 1978. I perioden 1980-81 var hun tilknyttet regeringens rådgivende organ, Conseil d'État.
Efter at François Mitterrand var blevet valgt til Frankrigs præsident i 1981, havde Aubry forskellige poster i ministeriet for arbejde og sociale forhold først under Jean Auroux (hvor hun udformede de såkaldte ”Auroux-love”, der regulerer forholdene på arbejdsmarkedet) og derefter under Pierre Bérégovoy. I 1984 deltog hun især i den politiske debat omkring brugen af asbest, hvor hendes holdning var at bevare dette materiale af hensyn til beskæftigelsen.
Efter højrefløjens valgsejr ved de franske parlamentsvalg i 1986, blev hun igen ansat ved Conseil d'État, hvor hun blev udnævnt til chef for ankeinstansen i 1987. Mellem 1989 og 1991 arbejdede Aubry hos Pechiney, den franske aluminiumindustris sammenslutning, hvor hun blev vicedirektør. I den egenskab deltog hun i åbningen af en aluminiumfabrik i Dunkerque og lukningen af en anden i Noguères i Sydfrankrig.
I 1991 blev Martine Aubry minister for arbejde, beskæftigelse og erhvervsuddannelse under Édith Cresson, og hun bevarede posten under Pierre Bérégovoy indtil marts 1993. Ifølge Jean-Luc Pasquier., forsvarede hun den "kontrollerede brug" af asbest, på et tidspunkt hvor alle medlemmer af EF ret og slet ville forbyde stoffet, og hun blokerede Europakommissionens dekret om forbud mod asbest
Efter højrefløjens sejr ved parlamentsvalget i 1993 grundlagte Aubry erhvervsorganisationen Fondation Agir contre l'exclusion (FACE), der bekæmper social udstødning, og i 1995 udnævnte Pierre Mauroy hende til førsteassistent hos borgmesteren i Lille for at give hende mulighed for at skabe sig et tilhørsforhold til Nordfrankrig.
Lionel Jospin, som socialisternes partimedlemmer valgte til kandidat ved præsidentvalget i 1995, gjorde Aubry til sin talskvinde under valgkampen. Efter sit nederlag blev han valgt som partiets førstesekretær, og han tilbød Martine Aubry andenpladsen i partiet, hvad hun afviste.
Da Martine Aubry blev forelagt et ry som hård og krævende, svarede hun:
| Citat | Jeg siger tingene direkte, jeg er ikke nogen hykler. Men jeg tror, at jeg temmelig meget mindre hård end mange politikere. Jeg er måske endda for følsom. | Citat |
|       | |       |

### Regeringen Jospin og ministeriet for beskæftigelse og solidaritet
Venstrefløjens sejr ved parlamentsvalget i 1997 skaffede Aubry ind som parlamentsmedlem for Département Nord, og Lionel Jospin udnævnte hende derpå til at være regeringens nummer to som minister for beskæftigelse og solidaritet. Hun gik i gang med premierministerens vigtigste løfte, kampen mod arbejdsløshed, og skabte ansættelsesmuligheder ved at igangsætte adskillige offentlige arbejder og især ved at gennemføre 35-timers arbejdsugen. Denne bestemmelse blev miskrediteret af højrefløjen og af arbejdsgiverne, den blev i det hele taget meget omdiskuteret og medførte, at Aubrys tidligere chef hos arbejdsgiverorganisationen Conseil national du patronat français, Jean Gandois, måtte træde tilbage.
Virkningerne af den nedsatte arbejdstid er stadig meget omdiskuterede. Nogle vurderinger hævder, at der blev skabt 300.000-450.000 arbejdspladser, men det står overfor de 700.000 jobs, som socialisterne mener, der blev skabt. Nogle undersøgelser påviser en øget produktivitet pr. time. Mellem 1998 og 2001 blev den effektive arbejdstid formindsket med ca. 2,6 timer.
Aubry skulle blive den første, det lykkedes for at lukke det berygtede ”hul” i de sociale hjælpeordninger. Det skete i 2000, og før hun lagde grunden til en egentlig ældrepleje.
Ligeledes i 2000 grundlagde hun reformklubben, en gruppering for politisk tænkning, sammen med Marylise Lebranchu, Jean Le Garrec, François Lamy og Adeline Hazan.

### Borgmester i Lille
Den 18. oktober 2000 forlod Martine Aubry regeringen og blev afløst af Élisabeth Guigou.  Derefter viede hun sin tid til valgkampen op til det kommunevalget i Lille 2001. Efter en meget aktiv valgkamp mod Christian Decocq (fra valgforbundet Rassemblement pour la République-Union pour la démocratie française-Démocratie libérale) og Philippe Bernard (fra Front national) blev hun valgt til borgmester i byen. Aubrys forgænger, den tidligere premierminister, Pierre Mauroy, beholdt formandskabet i Lille-områdets metropolfællesskab, men i 2002 offentliggjorde han sin beslutning om at overlade hende formandskabet efter den næste periode.
I 2002 så mange en ny premierminister i Martine Aubry, hvis Lionel Jospin kunne vinde præsidentvalget. Men han blev udelukket efter første valgrunde, og ved parlamentsvalget den 16. juni 2002 blev hun overraskende besejret med en forskel på 1044 stemmer af kandidaten fra Union pour un mouvement populaire, Sébastien Huyghe.
Selv om Aubry havde ry for at være pansret (hun kaldes Jerndamen), kaldte hendes nederlag tårerne frem om aftenen efter anden valgrunde, hvor hun erklærede, at hun ikke havde ofret tilstrækkelig opmærksomhed på de lavtlønnede. Efter det har hun været forholdsvis tavs på det nationale plan og har koncentreret sig om sit embede som borgmester.
Den 20. marts 2004 blev Martine Aubry skilt fra Xavier Aubry, hvis efternavn hun har beholdt, og gift for anden gang med en advokat fra Lille, Jean-Louis Brochen.
I mellemtiden omformede hun som borgmester i Lille byens miljø og ydre fremtoning ved projektet Lille 2004, europæisk kulturby, som i løbet af ét år skaffede Lille flere end 9 millioner besøgende. Hun igangsatte Lille 3000, efterfølgeren til Lille 2004, som prydede hendes by i tre måneder med Indiens farver, og som skaffede publikum (tæt på 1 million besøgende) flere end 300 kulturtilbud.
I løbet af årene mellem 2002 og 2006 medførte en splid om det offentlige rum mellem fodgængere, bilister og cyklister et vist fald i popularitet for borgmesteren, men en del af hendes initiativer som f.eks. byrenoveringsprojektet for Lille Syd og Moulins, Lille-solidaritetsbyen eller Lille-stranden, en offentlig strand, som blev oprettet i sommeren 2006 midt i de kvarterer af Lille, som havde problemer, eller den kommende ”Lille Neige”, en skøjtebane på 600 m² i Lille Syd, – blev alle værdsat af indbyggerne.
Efter at hun længe var blevet støtter af sin forgænger, Pierre Mauroy, blev Lilles borgmester ramt af hans kritik, udsendt fra socialistpartiets nationale kontor den 21. marts 2006. Som bevis på sine gode hensigter, bekendtgjorde Aubry, at hun ikke ønskede at opstille til parlamentsvalget i 2007 i et område, som berører Lille, sådan som det er tilfældet med 5. valgkreds i département Nord.
Den 16. marts 2008 blev Martine Aubry genvalgt som borgmester for Lille efter anden valgrunde af kommunevalgene ved en sejr på 66,56 % over modstanderen fra Union pour un mouvement populaire, Sébastien Huyghe. Det skete dog ved et valg, hvor rigtigt mange undlod at stemme. Sejren gav hende den højeste valgprocent ved noget valg i Lille, takket være en alliance med Les Verts og Mouvement Démocrate, der opnåede henholdsvis 11,58 % og 7,79 % af stemmerne ved første valgrunde. Hun gav Jacques Richir, der var tidligere leder af Union pour la démocratie française og en kendt skikkelse i Lille-områdets højre, en post som viceborgmester.
En måned senere efterfulgte hun Pierre Mauroy i ledelsen af Lille-områdets metropolfællesskab., i kraft af en aftale med grupperne fra Les Verts og Mouvement Démocrate, sammen med gruppen Métropole Passions Communes, der samlede de indvalgte fra 41 små kommuner i byområdet

### I socialistpartiet
Som aktiv hos socialisterne fra 1974 og sekretær for socialistpartiet fra 2000, fik Aubry i december 2007 til opgave at forberede et politisk projekt for 2008 sammen med Dominique Strauss-Kahn og Jack Lang.

#### Kongressen i Reims (november 2008)
Efter sit genvalg i Lille blev Martine Aubry rådet til at søge at blive efterfølger for François Hollande som førstesekretær for socialistpartiet ved kongressen i Reims, november 2008. Selv om hun ikke havde erklæret sin kandidatur åbent som Ségolène Royal og Pierre Moscovici, var hun hovedforfatter bag et oplæg med titlen Une vision pour espérer, une volonté pour transformer, som var lavet i samarbejde med Pierre Mauroy, Jack Lang, Adeline Hazan og François Lamy, og som blev støttet af partiafdelingerne i départementerne Nord og Pas-de-Calais.
Under partiets nationalråd den 23. september 2008 fremlagde hun et forslag med titlen Changer à gauche pour changer la France, som hun ligeledes var hovedforfatter til, en tekst, hvor hun samlede sine nærmeste (Marylise Lebranchu, François Lamy, Adeline Hazan), med Dominique Strauss-Kahns venner (Jean-Christophe Cambadélis, Jean-Paul Huchon, Laurent Baumel, Jean-Jacques Urvoas) og med Laurent Fabius' (Claude Bartolone, Guillaume Bachelay) og Arnaud Montebourgs venner. Man finder også dem, der står tæt på Benoît Hamon som f.eks. David Lebon og Gwenegan Bui, to tidligere formænd for Mouvement des jeunes socialistes.
Ved medlemmernes afstemning den 6. november 2008 samlede forslaget 24, 32 % af stemmerne og kom på tredjepladsen efter forslgene fra Bertrand Delanoë (25,24 %) og Ségolène Royal (29,08 %). Da kongressen i Reims ikke havde skabt samling den 15. november, offentliggjorde Martine Aubry sit kandidatur til posten som førstesekretær.
Ved første afstemning om førstesekretærposten den 20. november 2008 fik hun stemmer nok til at deltage i anden afstemning (med 34,5 % blandt socialistpartiets medlemmer)) efter Ségolène Royal (med 42,9 %) og foran Benoît Hamon (med 22,6 %), som straks bad om, at man ville stemme på Aubry.
Dagen efter, den 21. november 2008, blev Martine Aubry nr. 1 i anden afstemning, som hun vandt foran Ségolène Royal med en meget lille margen på 42 stemmer eller 50,02 % mod 49,98 %. Disse tal var dog endnu ikke blevet kontrolleret af nationalrådet., og de blev øjeblikkeligt betvivlet af Ségolène Royals støtter, som krævede en ny afstemning
Til slut blev det med en forskel på 102 stemmer, at Martine Aubry blev valgt til førstesekrætær for socialistpartier, dvs. med 67.451 stemmer mod 67.349 til Ségolène Royal eller 50,04 % mod 49,96 %.

## Uddannelse
- Skolegang på gymnasiet Notre-Dame-des-Oiseaux, hvor hun møder den fremtidige sanger og skuespiller Chantal Goya[31]
- Privat gymnasieuddannelse, men også delvist på gymnasiet Paul-Valéry i Paris
- Videnskabelig grad[32] i økonomi
- Bachelor fra Institut des sciences sociales du travail
- 1972 : Bachelor fra Institut d'études politiques de Paris
- 1973 – 1975 : Elev på École nationale d'administration .

## Liste over Aubrys poster
- 1975 – 1979: Medarbejder i Ministeriet for arbejde, sociale forhold, familie og solidaritet.
- 1978: Lærer ved École nationale d'administration.
- 1980 – 1981: Administrationspost tilknyttet Conseil d'État
- 1981: Teknisk rådgiver ved Ministeriet for arbejde, sociale forhold, familie og solidaritet.
- 1983 – 1984: Projektansat ved Ministeriet for sociale forhold og national solidaritet.
- 1984 – 1987: Direktør for arbejdsforhold (erhvervsuddannelse) ved Ministeriet for arbejde, sociale forhold, familie og solidaritet.
- 1987: Chef for klageadgangen hos Conseil d'État.
- 1989 – 1991: Vicegeneraldirektør for erhvervsgruppen Péchiney, der blev ledet af Jean Gandois, den senere præsident for arbejdsgivernes nationalråd, Conseil national du patronat français.
- Maj 1991 – marts 1993: Minister for arbejde, sociale forhold, familie og solidaritet i regeringerne Édith Cresson og Pierre Bérégovoy
- Oktober 1993 – 1997: Præsident for den nyoprettede Fond mod udstødelse, Fondation Agir contre l'exclusion
- Marts 1995 – marts 2001: Første viceborgmester i Lille og vicepræsident for Lille Métropole Communauté urbaine.
- Juni 1997 – juli 1997: Parlamentsmedlem for 5. valgkreds i Départemenet Nord
- Juni 1997 – oktober 2000: Socialminister i regeringen Lionel Jospin.
- Siden marts 2001: Borgmester i Lille, vicepræsident for Lille Métropole Communauté urbaine med arbejdsområdet økonomisk udvikling, præsident for Institut Pasteur i Lille, præsident for CHRU i Lille og præsident for Lille 2004, europæisk kulturhovedstad.
- Siden december 2000: Medlem af socialistpartiets nationalkontor (nationalsekretær for projektet fra 2000 til 2005 og derefter for sociale forhold og beskæftigelse med udløb i 2008)
- Siden april 2008: Præsident for Lille Métropole Communauté urbaine.
- Siden november 2008: Førstesekretær for socialistpartiet.